# バンヌ
座標: 北緯33度29分 東経69度35分 / 北緯33.49度 東経69.58度
バンヌー又はバンヌ（ウルドゥー語: بنوں 、パシュトー語：بنو 、Bannu）は、パキスタンのカイバル・パクトゥンクワ州にある都市。人口は44万8310人。
町の周辺をクッラム川が流れる。サフェドコー山脈があり、連邦直轄部族地域(FATA)やアフガニスタン国境にもほど近い。
バンヌ県/バンヌ辺境地区の県庁所在地であり、地区の面積は3310km2。